# Château d'Ujazdów (Varsovie)
Le château d'Ujazdów (en polonais : Zamek Ujazdowski) est un édifice historique situé à Varsovie, capitale de la Pologne.

## Situation
Le château s'élève au centre de Varsovie, entre les parcs Ujazdowski et Łazienki, dans l'arrondissement de Śródmieście.

## Histoire
D'après la « Brève description de Varsovie » par Adam Jarzębski de 1643, l'entrée du château d'Ujazdów à Varsovie a été ornée de chaque côté de quatre lions en marbre - I lwy cztery generalne, Między nimi, naturalne, Właśnie żywe wyrobione, A z marmuru są zrobione; Nie odlewane to rzeczy, Mistrzowską robotą grzeczy (2273-2278).
|                                                                                                  |  |  |
| Lions en marbre du château d'Ujazdów, anonyme italien, années 1630, du château de Drottningholm. |  |  |

Comme de nombreux bâtiments de Varsovie, il subit de nombreux dégâts en 1944, lors de l'Insurrection de Varsovie. Reconstruit en 1974, il abrite aujourd'hui le Centre d'art contemporain (pl) de Varsovie.